# Pitulușa
Pitulușa – wieś w Rumunii, w okręgu Vrancea, w gminie Broșteni. W 2011 roku liczyła 698
mieszkańców.